# دوبرومیر (کروشواتس)
دوبرومیر (به صربی: Dobromir) یک منطقهٔ مسکونی در صربستان است که در ناحیه راسینا واقع شده‌است. دوبرومیر ۱۳۱ نفر جمعیت دارد.